# Hjärtcitronbi
Hjärtcitronbi (Hylaeus cardioscapus) är en biart som beskrevs av Cockerell 1924. Den ingår i släktet citronbin och familjen korttungebin. Inga underarter finns listade i Catalogue of Life.

## Beskrivning
Arten har svart grundfärg och V-format huvud. Hanen har en omfattande, gul mask i ansiktet från clypeus (munskölden) över kinderna och pannan till partiet ovanför ögonen, medan honan endast har mindre, gula fläckar på ansiktets sidor. Antennerna är mörka, även om hanen har gula markeringar på antennskaften. Dessa är även hjärtformade hos hanen. Honornas ben är övervägande mörka med mindre, gula partier på skenbenen, medan hanen har mycket rikligare, gula markeringar på sina ben. Honan blir 6 till 7 mm lång, hanen 5 till 6,5 mm.

## Utbredning
Även om arten har påträffats så långt västerut som Spanien, förekommer den främst i de östra delarna av Europa och Centralasien, från Tyskland och Österrike i väster, genom Östeuropa och Ryssland till östra Sibirien. 2013 upptäcktes den även i Kina. Den förekommer i södra Finland, där den är vanlig i de östra delarna, även om enstaka fynd har gjorts så långt västerut som Skärgårdshavet och Åland. Arten saknas i Sverige. I Finland är den klassificerad som livskraftig ("LC").

## Ekologi
Habitatet utgörs av både fuktiga områden som flodbankar och strandängar, men även av torrare backar och ruderat. Arten är polylektisk och besöker många olika blommande växter, inte minst gulreseda. Andra konstaterade värdväxter är åkertistel, ängskovall och stjärnflocka. Boet tros inrättas i gamla insektsgångar i ved och i stjälkar av större, fleråriga växter.